# 오부쿠로역
오부쿠로역(일본어: 大袋駅, おおぶくろえき)은 일본 사이타마현 고시가야시에 있는 도부 철도 이세사키 선의 역이다. 역 번호는 TS 23이다.

## 역 구조
상대식 승강장 2면 2선의 지상역이다. 역사는 상행선 측에 있어, 하행선 측에서는 과선교로 연결된다.
승강장 유효길이는 10량 편성 길이이다. 한조몬 선과 도쿄 급행 전철 덴엔토시 선 방면 직통열차는 준급행 운전시간대의 아침, 심야대만 이 역에 정차한다.
화장실은 개찰구를 옆 우측에 있다.
과거에는 상하 본선과 대피선을 가지는 섬식 승강장 2면 4선의 형태였지만, 기타코시가야 역까지의 복복선화가 완료된 2001년 이후에 구 1번선과 구 4번선은 철거되고 개찰구와 상행 승강장이 직결되었다. 구 1,4번선 승강장 측에 울타리가 설치되어 선로가 있던 자리에는 새로 레일과 카가 설치되어 보수용 기계의 체박용으로 사용되고 있다. 따라서 센겐다이 역 근처의 본선 상하선과 함께 노리코시분기기가 설치되었다.
기타코시가야 역의 인상선이 고가화 및 복복선화 공사 때문에 사용이 불가능하게 되었을 때, 당역을 시발·종착으로 하는 열차는 당역까지 회송하였다. 수년간 1개만 적용된 당역 시발열차는 기타코시가야 ~ 당역 간의 회송을 여객 취급한 것이다. 기타코시가야 역의 공사 종료에 의해 시설은 다시 철거되었다.

### 승강장
| 번호 | 노선                 | 방향 | 행선 |
| ---- | -------------------- | ---- | --- |
| 1    | 도부 스카이트리 라인 | 상행 | 신코시가야・기타센주・도쿄 스카이트리・아사쿠사・ 히비야 선 나카메구로・ 한조몬 선 시부야・ 도큐 덴엔토시 선 주오린칸 방면 |
| 2    | 도부 스카이트리 라인 | 하행 | 가스카베・도부 도부쓰코엔・ 이세사키 선 구키・ 닛코 선 미나미쿠리하시 방면                                                 |

## 역 주변
- 국도 제4호선
- 고시가야 시 북부 회관
- 고시가야 시립 기타 중학교
- 고시가야 시립 오부쿠로 중학교
- 고시가야 시립 사쿠라이 초등학교
- 고시가야 시립 사쿠리이미나미 초등학교
- 고시가야 오부쿠로 우체국
- 고시가야 오사토 우체국
- 오부쿠로 상점가

## 역사
- 1926년 10월 1일: 영업 개시.

## 사진

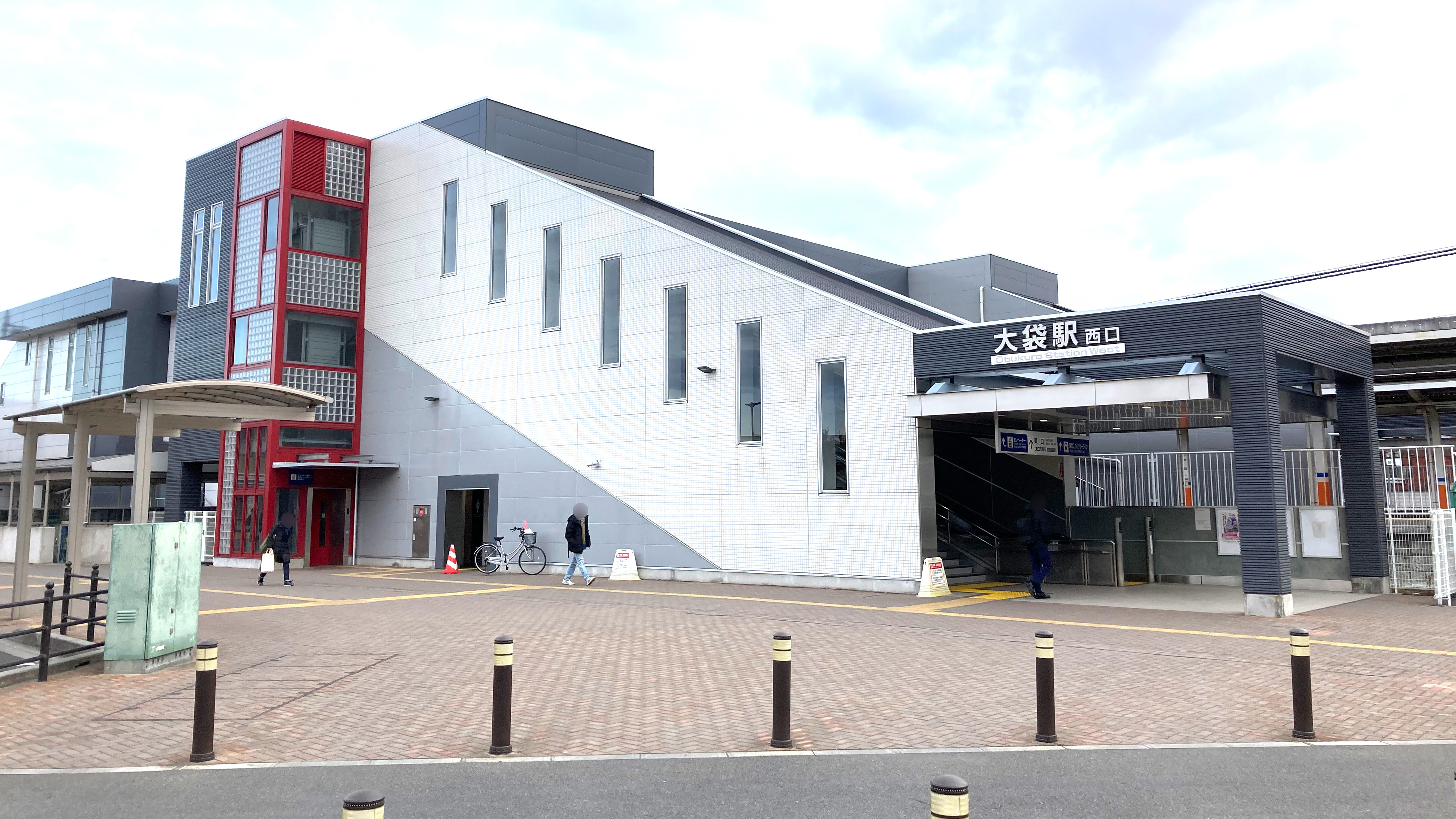
서쪽 역사(2022년 1월 29일)
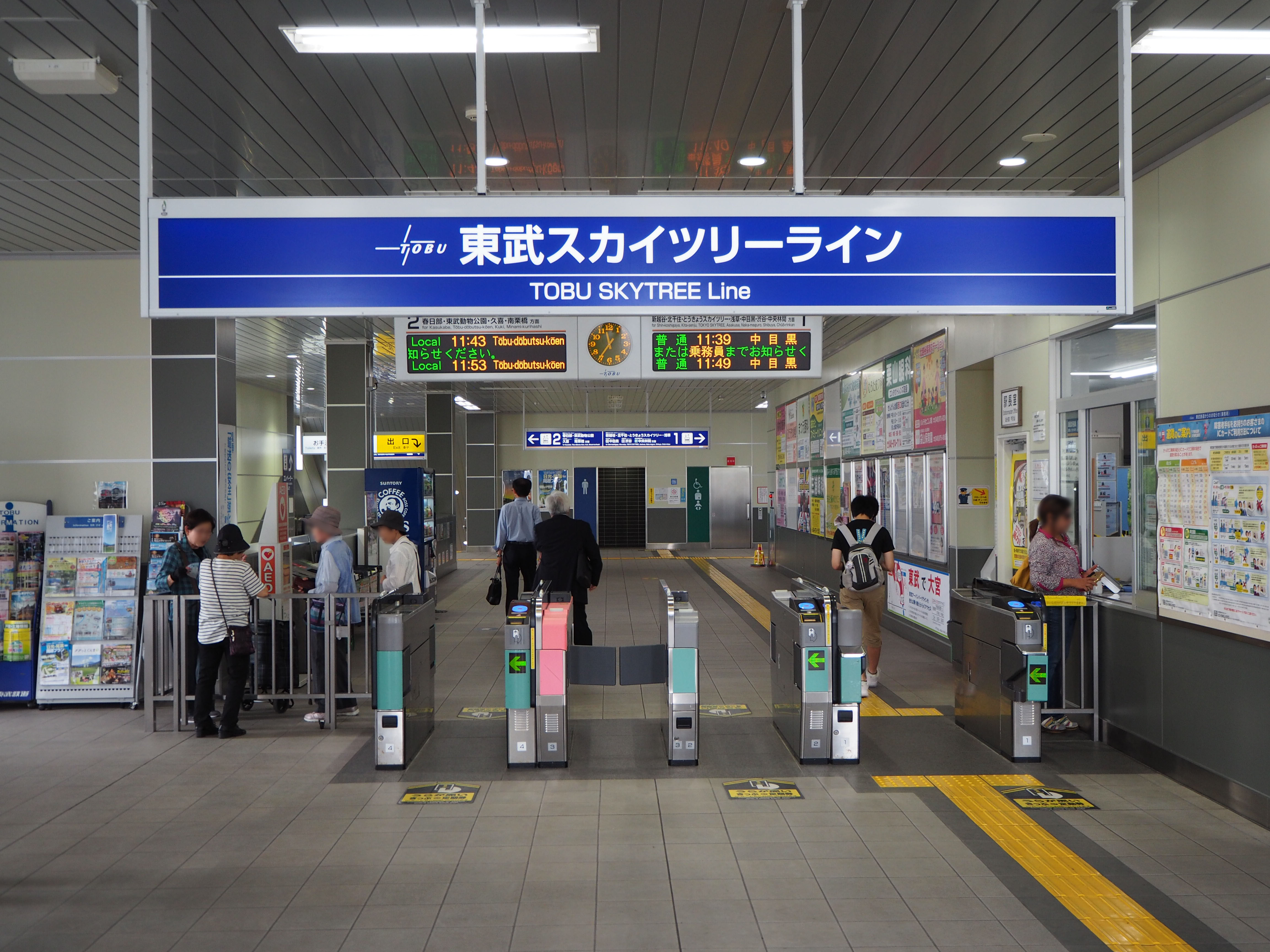
개찰구
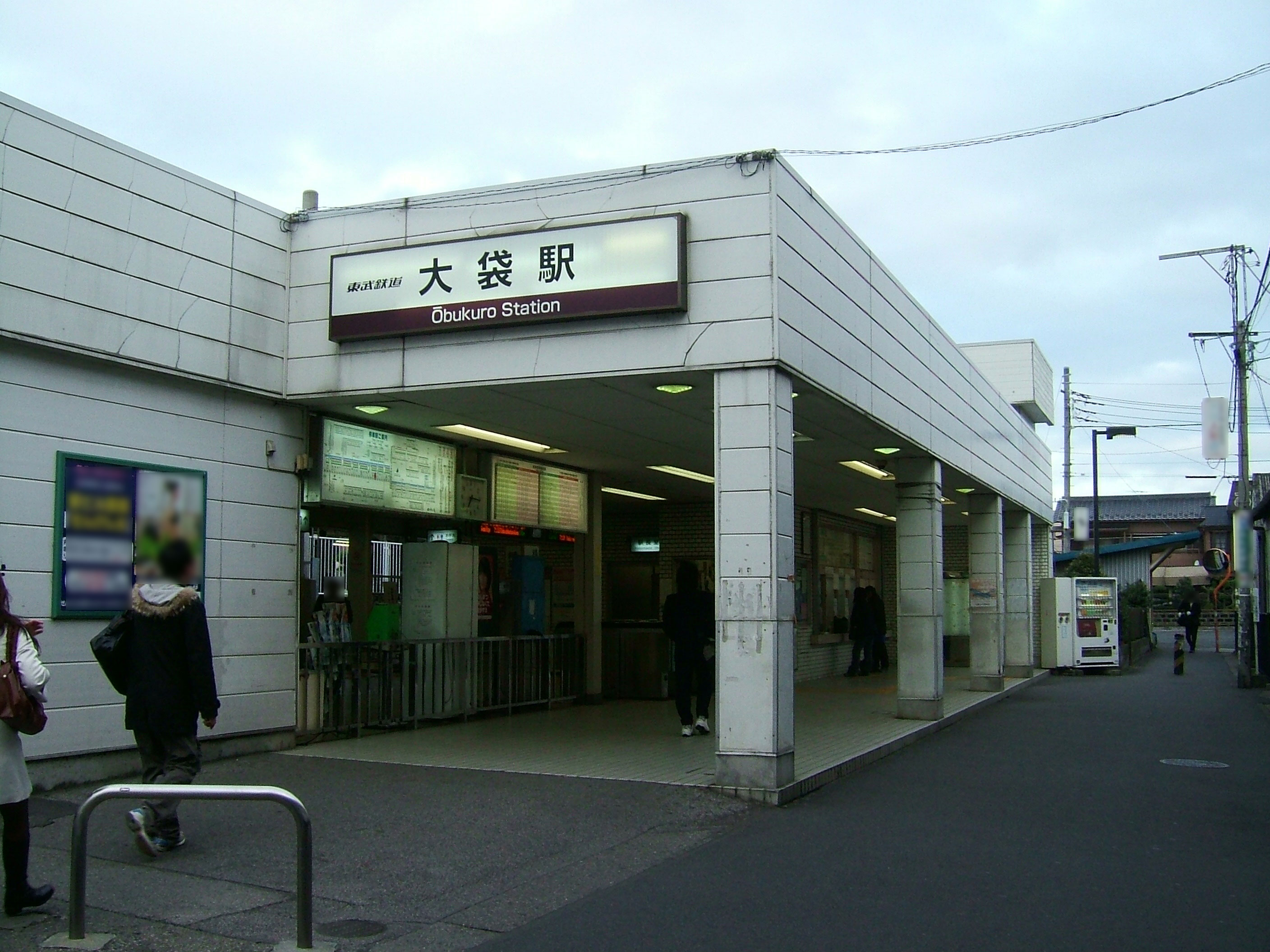
구 역사(2008년 11월)

## 인접역
| 도부 철도 이세사키 선(도부 스카이트리 라인) | 도부 철도 이세사키 선(도부 스카이트리 라인) | 도부 철도 이세사키 선(도부 스카이트리 라인) |
| ------------------------------------------- | ------------------------------------------- | ------------------------------------------- |
| TS 22 기타코시가야 아사쿠사 방면            | ■ 준급 ■ 구간준급 ■ 보통                    | 센겐다이 TS 24 도부 도부쓰코엔 방면         |